# Derivação portossistémica intra hepática transjugular

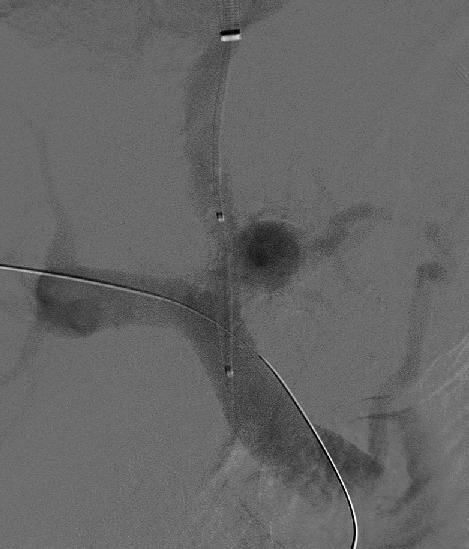
Fluoroscopia de TIPS em progresso. Foi inserido um catéter na veia hepática e, após punção com agulha, um fio-guia

Uma derivação portossistémica intra hepática transjugular (TIPS, do inglês transjugular intrahepatic portosystemic shunt) é a implantação de um canal artificial no fígado que estabelece comunicação entre a veia portal de entrada e a veia hepática de saída. É usado no tratamento de hipertensão portal, que geralmente resulta de cirrose hepática, a qual causa hemorragias intestinais, hemorragias esofágicas e acumulação de líquido no abdómen. Tem também a denominação de shunt portossistémico intra hepático transjugular ou anastomose portossistémica intra hepática transjugular.